# Моген-Буренский сумон
Моген-Буренский сумон — административно-территориальная единица (сумон) и муниципальное образование со статусом сельского поселения в Монгун-Тайгинском кожууне Тывы Российской Федерации.
Административный центр и единственный населённый пункт сумона — село Кызыл-Хая.

## Население
| 2017 | 2018  |
| ---- | ----- |
| 1436 | ↗1448 |